# Cotula elongata
Cotula elongata là một loài thực vật có hoa trong họ Cúc. Loài này được B.Vogel mô tả khoa học đầu tiên.